# Vägen till Santa Fe
Vägen till Santa Fe är en amerikansk westernfilm från 1940 i regi av Michael Curtiz. Filmens huvudroller görs av Errol Flynn, Olivia de Havilland och Raymond Massey. Sedan United Artists Television, de dåvarande ägarna av Warner Bros. gamla filmer inte förnyade upphovsrätten till filmen 1968 är den numera i public domain.

## Rollista
- Errol Flynn - James "Jeb" Stuart
- Olivia de Havilland - Kit Carson Holliday
- Raymond Massey - John Brown
- Ronald Reagan - George Armstrong Custer
- Alan Hale - Tex Bell
- William Lundigan - Bob Holliday
- Van Heflin - Carl Rader
- Gene Reynolds - Jason Brown
- Henry O'Neill - Cyrus K. Holliday
- Guinn "Big Boy" Williams - Windy
- Alan Baxter - Oliver Brown
- John Litel - Martin
- Moroni Olsen - Robert E. Lee
- Hobart Cavanaugh - barberare Doyle
- Frank Wilcox - James Longstreet
- Ward Bond - Townley
- Russell Simpson - Shubel Morgan
- Charles Middleton - Gentry
- Suzanne Carnahan - Charlotte